# Mouvement Azm
Le mouvement Azm (arabe : تيار العزم) est un parti politique libanais fondé et dirigé par l'ancien Premier ministre libanais Najib Mikati ; il ne compte aucun membre au Parlement,.

## Historique
Le mouvement Azm participe aux élections législatives de 2000[pas clair] et 2009 en désignant son leader, Najib Mikati, dans la circonscription de Tripoli, pour le siège sunnite, et réussit à l'emporter les deux fois.

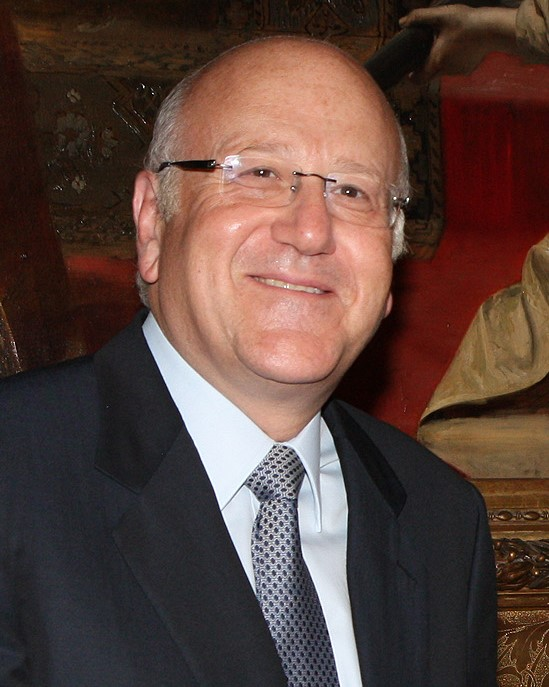
Najib Mikati.

Le parti participe aux élections législatives de 2018 dans les circonscriptions électorales de Minnieh et Dinnieh, et Tripoli, qui se déroulent selon le nouveau système proportionnel, et annonce la formation d'une liste appelée « Liste de détermination » qui a remporté une grande victoire et s'est classé deuxième à Tripoli avec plus de 40 000 voix et le parti a remporté quatre sièges : Najib Mikati pour le siège sunnite ; Ali Darwish pour le siège alaouite ; Jean Obeid pour le siège maronite et Nicolas Nahas pour le siège orthodoxe oriental. Jean Obeid décède pendant son mandat en 2021.
Le mouvement Azm n'obtient aucun siège aux élections législatives de 2022.